# Hakan Salınmış
Hakan Salınmış (Ankara, 3 aprile 1964) è un attore turco.

## Biografia
Nato nel 1964 ad Ankara (Turchia), Hakan Salınmış dopo aver completato l'istruzione primaria e secondaria, ha deciso di iscriversi presso l'Università di Anadolu, dove al termine degli studi ha conseguito la laurea. Nel 1981 ha iniziato la sua formazione teatrale presso il teatro municipale di Altındağ, in provincia di Ankara. Nel 1993 ha iniziato a recitare sul piccolo schermo dopo aver ottenuto un ruolo nella serie Ferhunde Hanımlar e dopo di essa sono seguiti vari film e serie televisive. Tra il 2001 e il 2008 ha lavorato come attore presso il teatro d'arte della sua città natale.

## Filmografia

### Cinema
- Hırsız Var!, regia di Oğuzhan Tercan (2004)
- Çinliler Geliyor, regia di Zeki Ökten (2006)
- Adab-ı Muaşeret, regia di Emre Akay (2009)
- Kıskanmak, regia di Zeki Demirkubuz (2009)
- Sen Kimsin?, regia di Ozan Açıktan (2011)
- Göl Zamanı, regia di Cafer Özgül (2014)
- Bana Masal Anlatma, regia di Burak Aksak (2014)
- Kara Bela, regia di Burak Aksak (2015)
- Münafık, regia di Ozkan Aksular (2015)
- Zilin Sesi, regia di Levent Demirkale (2015)
- Kocan Kadar Konuş: Diriliş, regia di Kıvanç Baruönü (2016)
- Seni Seven Ölsün, regia di Cem Tabak (2016)
- Sen Kiminle Dans Ediyorsun?, regia di Burak Aksak (2017)
- Hedefim Sensin, regia di Kıvanç Baruönü (2018)
- Bayi Toplantısı, regia di Bedran Güzel (2020)
- Çatlak, regia di Fikret Reyhan (2020)
- Seni Görüyorum, regia di Adam Randall (2021)
- Seni Bıraktığım Yerdeyim, regia di Ümran Safter (2024)
- Cinlerin Düğünü, regia di Ferit Karahan (2025)

### Televisione
- Ferhunde Hanımlar – serie TV, 627 episodi (1993-1996)
- Çiçeği Büyütmek – serie TV (1998)
- Bizim Evin Halleri – serie TV (2000)
- Fidan Hanım'a Ne Oldu – film TV (2001)
- Kasabanın İncisi – serie TV (2003)
- Pilli Bebek – serie TV, 3 episodi (2003)
- Ablam Böyle İstedi – serie TV, 5 episodi (2003)
- Sevinçli Haller – serie TV, 3 episodi (2004)
- Kadın Her Zaman Haklıdır – serie TV (2005)
- Hisarbuselik – serie TV (2006)
- Yalancı Yarim – serie TV, 13 episodi (2006)
- Aliye – serie TV, 11 episodi (2006)
- Son Ağa – serie TV (2008)
- Deniz Yıldızı – serie TV (2009-2012)
- Çocuklar Duymasın – serie TV (2010-2013)
- Sevdaluk – serie TV (2013)
- Şeref Meselesi – serie TV, 18 episodi (2014-2015)
- Il secolo magnifico: Kösem (Muhteşem Yüzyıl Kösem) – serie TV, 8 episodi (2015-2016)
- Güzel İkili, regia di Atilla Cengiz – film TV (2016)
- Vatanım Sensin – serie TV, 20 episodi (2016-2017)
- Elimiz Mahkum, regia di Özer Kızıltan – film TV (2017)
- Aslan Ailem – serie TV, 31 episodi (2017-2018)
- Tek Yürek – serie TV, 22 episodi (2019)
- Jet Sosyete – serie TV, 1 episodio (2019)
- Ramo – serie TV, 10 episodi (2020)
- İyi Günde Kötü Günde – serie TV, 6 episodi (2020)
- My Home My Destiny (Doğduğun Ev Kaderindir) – serie TV, 17 episodi (2019-2021)
- Şeref Bey – serie TV, 5 episodi (2020)
- Mahkum – serie TV, 24 episodi (2021-2022)
- Yakamoz S-245 – serie TV, 2 episodi (2022)
- Maviye Sürgün – serie TV (2023)
- Modern Doğu Masalları – serie TV, 26 episodi (2023)
- Gaddar – serie TV, 13 episodi (2024)
- Bir İhtimal Daha Var – serie TV (2025)
- Tertemiz – serie TV (2025)

## Teatro
- Godot'yu Beklerken (2006)
- Kutular (2013)
- İmparatorluk Kuranlar Yahut Şümürz (2016)

## Doppiatori italiani
Nelle versioni in italiano dei suoi film e delle sue serie TV, Hakan Salınmış è stato doppiato da:
- Ambrogio Colombo[11] in My Home My Destiny,[12] in Yakamoz S-245[13]

## Riconoscimenti
- Malatya International Film Festival
  - 2021: Vincitore come Miglior attore per Çatlak
- Sadri Alışık Anatolian Theatre Actor Awards
  - 2013: Vincitore come Attore di maggior successo dell'anno in un ruolo di supporto per lo spettacolo teatrale Kutular[14]
  - 2016: Candidato come Attore di maggior successo dell'anno per lo spettacolo teatrale İmparatorluk Kuranlar Yahut Şümürz[15]